# Cannabis Corpse
Cannabis Corpse ist eine US-amerikanische Death-Metal-Band aus Richmond, Virginia, die im Jahr 2006 gegründet wurde.

## Geschichte
Die Band wurde im Sommer 2006 vom Bassisten und Gitarristen Phil „Land Phil“ Hall und dem Schlagzeuger Josh „Hallhammer“ Hall gegründet. Zusammen schrieben sie an den ersten Liedern, während der Sänger Andy „Weedgrinder“ Horn, der mit den beiden in demselben Apartment wohnte, hinzukam. Zusammen nahmen sie das Debütalbum Blunted at Birth auf, das über Forcefield Records erschien. Durch positive Resonanz wurden der Band Live-Auftritte ermöglicht, weshalb Nick „Nikropolis“ Poulos als Gitarrist zur Band kam. Es folgten mehrere Auftritte, darunter zwei Europatourneen. Im Jahr 2008 erschien das Album Tube of the Resinated, dem sich 2009 die EP The Weeding und 2011 das von Erik Rutan abgemischte Album Beneath Grow Lights Thou Shalt Rise anschlossen. Während dieser Zeit spielte die Band zudem weiterhin Konzerte und trat 2011 unter anderem auf dem Brutal Assault auf. 2012 verließen Horn und Poulos die Band, woraufhin Brent „Legion“ Pergason die Gitarre übernahm und Hall sang. Übergangsweise hatte Randy Blythe zuvor für eine Show, die zu Ehren des verstorbenen Gwar-Gitarristen Cory Smoot abgehalten worden war, den Gesang übernommen. Anfang 2013 erhielt die Band einen Vertrag bei Season of Mist, worüber sämtliche bisher erschienenen Tonträger wiederveröffentlicht wurden. Mitte 2014 erschien bei diesem Label zudem das neue Album From Wisdom to Baked. Der Albumtitel ist eine Anspielung auf den Albumnamen From Wisdom to Hate von Gorguts.

## Stil
Laut Bandbiografie auf season-of-mist.com zählen Bands wie Cannibal Corpse, Morbid Angel, Deicide und Obituary zu den Bandeinflüssen. Laut Tom Küppers handele From Wisdom to Baked auf humoristische Weise vom Cannabis-Konsum. Die Musik sei klassischer Death Metal.

## Diskografie
- 2006: Blunted at Birth (Album, Forcefield Records)
- 2008: Tube of the Resinated (Album, Forcefield Records)
- 2009: The Weeding (EP, Tankcrimes Records)
- 2011: Blame It on Bud (Single, Tankcrimes Records)
- 2011: Beneath Grow Lights Thou Shalt Rise (Album, Tankcrimes Records)
- 2014: Splatterhash (Split mit Ghoul, Tankcrimes Records)
- 2014: From Wisdom to Baked (Album, Season of Mist)
- 2017: Left Hand Pass (Album, Season of Mist)
- 2019: Nug So Vile (Album, Season of Mist)